# Bickenholtz
Bickenholtz é uma comuna francesa na região administrativa de Grande Leste, no departamento de Mosela. Estende-se por uma área de 2,46 km². Em 2010 a comuna tinha 84 habitantes (densidade: 34,1 hab./km²).